# Mladen Makjanić
Mladen Makjanić es un deportista croata que compitió en vela en la clase Laser. Ganó una medalla de bronce en el Campeonato Mundial de Laser de 1991.

## Palmarés internacional
| \| Campeonato Mundial \| Campeonato Mundial \| Campeonato Mundial \| Campeonato Mundial \| \| Año \| Lugar \| Medalla \| Clase \| \| ------------------ \| --------------------- \| ------------------ \| ------------------ \| \| 1991 \| Porto Carras (Grecia) \| Medalla de bronce \| Laser \| |                       |                   |       |
| Campeonato Mundial |                       |                   |       |
| Año | Lugar                 | Medalla           | Clase |
| 1991 | Porto Carras (Grecia) | Medalla de bronce | Laser |